# 海斯頓 (喬治亞州)
海斯頓（英語：Hayston）是位於美國喬治亞州牛頓縣的一個非建制地區。該地的面積和人口皆未知。

## 地理
海斯頓的座標為33°31′09″N 83°46′04″W / 33.51917°N 83.76778°W，而該地的平均海拔高度為209米（即686英尺）。